# Deportes Iquique
Der Club Deportes Iquique ist ein chilenischer Fußballverein aus Iquique. Der Verein wurde 1978 gegründet und trägt seine Heimspiele im Estadio Tierra de Campeones aus, das Platz für 12.000 Zuschauer bietet. Deportes Iquique wird auch Dragones celestes (dt.: die hellblauen Drachen) genannt.

## Geschichte
Der Verein Deportes Iquique wurde am 21. Mai 1978 in Iquique, einer Hafenstadt im Norden Chiles, gegründet. Dabei entstand der Klub durch die Fusion zweier regionaler Vereine namens Cavancha und Estrella de Chile. Bereits zwei Jahre nach Gründung gelang Deportes Iquique der erste große Erfolg. In der Spielzeit 1980 konnte der junge Fußballverein die Copa Chile, den Fußballpokal von Chile, gewinnen. Im Endspiel setzte sich die Mannschaft von Trainer Ramón Estay gegen den Rekordmeister Colo-Colo Santiago mit 2:1 durch, nachdem zuvor bereits unter anderem O’Higgins Rancagua sowie Universidad de Chile eliminiert wurden.
Auf Ligaebene schaffte Deportes Iquique 1979 den erstmaligen Aufstieg in die Primera División und konnte sich dort etablieren. Es folgten für den Klub elf Jahre in der höchsten chilenischen Spielklasse im Fußballsport, erst 1990 musste wieder der Gang in die Zweitklassigkeit angetreten werden. Danach gelang erst 1997 nach sieben Jahren die Rückkehr in die Primera División, wo man sich in der Folge fünf Jahre halten konnte. Bis heute pendelt Deportes Iquique immer wieder zwischen einigen Jahren Erstligafußball, gefolgt von Jahren Zweitklassigkeit. Nach dem Abstieg 2010 gelang allerdings der direkte Wiederaufstieg. Im Jahr 2013 erlebte der Verein auch seine erste Teilnahme an der Copa Libertadores, dem wichtigsten Pokalwettbewerb für Vereinsmannschaften in Südamerika. Nachdem die Qualifikationsrunde gegen den mexikanischen Vertreter Club León siegreich gestaltet werden konnte, endeten die Erfolge dann aber in der Gruppenphase, wo Deportes Iquique in einer Gruppe mit CA Vélez Sársfield aus Argentinien, Emelec Guayaquil aus Ecuador sowie dem uruguayischen Vertreter Peñarol Montevideo nur den letzten Platz belegte und ausschied. Einzig gegen Emelec Guayaquil konnte man sich im Heimspiel mit 2:0 durchsetzen, die restlichen Gruppenspiele gingen allesamt verloren. Nach den erfolgreichen Jahren mit mehreren internationalen Teilnahmen stieg der Klub 2020 wieder in die Primera B ab.
Im Jahre 2010 konnte Deportes Iquique zum zweiten Mal nach 1980 die Copa Chile gewinnen, wobei der Titelgewinn als Zweitligist gelang. Nachdem im Halbfinale Deportes Puerto Montt knapp bezwungen wurde, konnte sich Iquique auch im Finale gegen Deportes Concepción mit 4:3 nach Elfmeterschießen durchsetzen, zuvor hatte es nach Ende der Verlängerung 1:1 gestanden.

## Erfolge
- Chilenischer Pokalsieg: 3× (1980, 2010, 2013)

- Chilenische Zweitligameisterschaft: 3× (1979, 2007-C, 2010)

- Chilenische Drittligameisterschaft: 1× (2006)

- Teilnahme an der Copa Libertadores: 1×

2013: Gruppenphase
- Teilnahme an der Copa Sudamericana: 2×

2011: zweite Runde
2012: erste Runde

## Spieler
- Marco Cornez, chilenischer Teilnehmer an der Fußball-Weltmeisterschaft 1982, lange bei Universidad Católica unter Vertrag, von 1996 bis 1997 bei Deportes Iquique
- Juan Ramón Fernández, gegenwärtig bei Deportes Iquique unter Vertrag stehender Argentinier, von 2002 bis 2005 bei Borussia Dortmund und davor bei Estudiantes de La Plata
- Rodrigo Meléndez, 26-facher Nationalspieler für Chile, lange Zeit für CD Cobreloa und Estudiantes de La Plata in Argentinien aktiv, 2011 bis 2012 in Iquique
- Juan José Oré, peruanischer Legionär von 1988 bis 1990, vorher erfolgreich mit Universitario de Deportes in seiner Heimat und auch kurz bei Panathinaikos Athen in Griechenland
- Rodrigo Pérez, spielte zum Abschluss seiner Laufbahn von 2009 bis 2011 bei Deportes Iquique, zuvor lange bei den Santiago Wanderers und bei Cobreloa
- Santiago Romero, uruguayischer Mittelfeldspieler, derzeit bei Deportes Iquique unter Vertrag und zuvor Spieler von Nacional Montevideo in seinem Heimatland
- José Velásquez, Teilnehmer an den Weltmeisterschaften 1978 und 1982 mit Peru, spielte 1986 zum Karriereausklang kurzzeitig bei Deportes Iquique

## Trainer
- Andrés Prieto (1982)
- Gerardo Pelusso (1996–1997)
- Cristian Díaz (2013)[1]
- Nelson Acosta (2014–2015)